# Liste der Monuments historiques in Epiniac
Die Liste der Monuments historiques in Epiniac führt die Monuments historiques in der französischen Gemeinde Epiniac auf.

## Liste der Bauwerke
| Bezeichnung                      | Beschreibung | Standort | Kennzeichnung | Schutzstatus | Datum | Bild           |
| -------------------------------- | ------------ | -------- | ------------- | ------------ | ----- | -------------- |
| Abtei Notre-Dame de la Vieuville |              | (Lage)   | PA35000021    | Inscrit      | 2002  | weitere Bilder |

## Liste der Objekte
- Monuments historiques (Objekte) in Epiniac in der Base Palissy des französischen Kultusministeriums